# Episodi de I Tudors (seconda stagione)
La seconda stagione della serie televisiva I Tudors, composta da dieci episodi, è stata trasmessa sul canale statunitense via cavo Showtime dal 30 marzo al 1º giugno 2008.
In Italia, è stata trasmessa in prima visione assoluta dall'11 ottobre all'8 novembre 2008 su Mya di Mediaset Premium. È stata trasmessa in chiaro dal 18 giugno al 16 luglio 2010 su La5. È stata replicata dal 26 ottobre al 23 novembre 2012 su Fox Life.
| nº | Titolo originale        | Titolo italiano       | Prima TV USA   | Prima TV Italia  |
| -- | ----------------------- | --------------------- | -------------- | ---------------- |
| 1  | Everything is Beautiful | Il re ribelle         | 30 marzo 2008  | 11 ottobre 2008  |
| 2  | Tears of Blood          | Intrighi e veleni     | 6 aprile 2008  | 11 ottobre 2008  |
| 3  | Checkmate               | Le due regine         | 13 aprile 2008 | 18 ottobre 2008  |
| 4  | The Act of Succession   | Il giuramento         | 20 aprile 2008 | 18 ottobre 2008  |
| 5  | His Majesty's Pleasure  | Fede indomita         | 27 aprile 2008 | 25 ottobre 2008  |
| 6  | The Definition of Love  | Vendetta              | 4 maggio 2008  | 25 ottobre 2008  |
| 7  | Matters of State        | La morte di Caterina  | 11 maggio 2008 | 1º novembre 2008 |
| 8  | Lady in Waiting         | Passaggio di consegne | 18 maggio 2008 | 1º novembre 2008 |
| 9  | The Act of Treason      | Alto tradimento       | 25 maggio 2008 | 8 novembre 2008  |
| 10 | Destiny and Fortune     | L'ora di Anna Bolena  | 1º giugno 2008 | 8 novembre 2008  |

## Il re ribelle
- Titolo originale: Everything Is Beautiful
- Diretto da: Jeremy Podeswa
- Scritto da: Michael Hirst

### Trama
Mentre cerca di ottenere l'annullamento del suo matrimonio con Caterina d'Aragona, re Enrico VIII lavora per auto-nominarsi capo della Chiesa d'Inghilterra. Anna Bolena insiste affinché Enrico allontani la regina Caterina dalla Corte Reale. Il nuovo papa Paolo III, non volendo dispiacere né al Re né all'Imperatore, suggerisce invece che Anna Bolena venga assassinata (ad insaputa di Enrico, ovviamente), dato che ella sta cominciando ad influenzare pericolosamente la capacità di giudizio del Re d'Inghilterra. Il pastore luterano Thomas Cranmer, appena arrivato presso la Corte del Re, riceve una promozione come Cappellano del Re per volere di Cromwell e dei Bolena. Tommaso Bolena ed il fratello di Anna, George, corrompono un cuoco per avvelenare il cibo di John Fisher, il più forte sostenitore di Caterina, nonché Vescovo di Rochester; tuttavia, mentre diversi commensali muoiono avvelenati, il Vescovo sopravvive insieme a Tommaso Moro. Il cuoco, Richard Roose, prima viene torturato per estorcergli il nome dei mandanti e poi viene bollito vivo, poiché si rifiuta di fornire le informazioni, temendo per l'incolumità della sua famiglia. Re Enrico, su pressione di Anna Bolena, prende la decisione di bandire definitivamente la regina Caterina dalla Corte Reale. Alla fine si intravede l'ambasciatore spagnolo, Eustace Chapuys, mentre, in un sotterraneo, discute dell'assassinio di Anna con un ignoto uomo incappucciato.

## Intrighi e veleni
- Titolo originale: Tears of Blood
- Diretto da: Jeremy Podeswa
- Scritto da: Michael Hirst

### Trama
Mentre la Chiesa Cattolica si oppone alle richieste di re Enrico di annullare il proprio matrimonio con Caterina, il Re si auto-nomina capo della Chiesa d'Inghilterra; le proteste iniziali a questo evento si placano quando l'Arcivescovo di Canterbury, William Warham, sottomette ufficialmente il clero inglese ad Enrico VIII. Quando Anna Bolena insiste che Enrico interrompa tutti i contatti con Caterina, la Regina viene infine bandita dal tribunale. La Riforma Anglicana è appena iniziata e dunque, depresso per la sua incapacità ad impedire questo processo, Sir Tommaso Moro si dimette dalla sua carica di Cancelliere del Regno. Il crescente odio di Charles Brandon per i Bolena, unitamente alla sua sfiducia nei confronti di Cromwell, gli fanno abbandonare l'alleanza con loro; cionondimeno, così facendo, egli perde nuovamente il favore del Re. Prima della visita dei Reali d'Inghilterra in terra di Francia, Anna Bolena viene nominata Marchesa di Pembroke dal Re stesso, in modo da poter presentare Anna come futura moglie del Re, nonché futura Regina d'Inghilterra. Durante la visita in Francia, si tengono colloqui tra Enrico, Anna ed il Re di Francia, per assicurarsi il sostegno di quest'ultimo in ambito internazionale. Anna Bolena, durante la sera, si concede sessualmente ad Enrico VIII, chiedendogli di aiutarla a concepire il figlio e futuro erede al trono d'Inghilterra; A fine giornata, Anna evita, giusto per un pelo, di venire assassinata dal sicario assoldato dall'imperatore Carlo V.

## Le due regine
- Titolo originale: Checkmate
- Diretto da: Colm McCarthy
- Scritto da: Michael Hirst

### Trama
Enrico si impegna a distruggere tutti i legami con l'autorità papale e con il passato della Chiesa Anglicana. Dopo i reiterati falliti tentativi di far annullare dalla Chiesa Cattolica il proprio matrimonio con Caterina, re Enrico esaurisce la sua pazienza e decide di sposare in segreto Anna Bolena, oramai incinta. Poi, egli nomina il giovane luterano Thomas Cranmer successore del defunto William Warham come Arcivescovo di Canterbury e spoglia la regina Caterina la figlia principessa Maria del loro titolo nobiliare e del loro status sociale in Inghilterra: da ora in poi esse saranno conosciute, rispettivamente, come "Principessa Vedova del Galles" e "Lady Maria". L'atto legislativo "Statute in Restraint of Appeals", che sancisce lo Scisma da Roma, viene presentato da Cromwell al Parlamento d'Inghilterra e passa con successo alla relativa votazione. Enrico, successivamente, conferisce la posizione di Cancelliere del Regno a Thomas Cromwell, un simpatizzante di Lutero. Anna Bolena viene, dunque, incoronata nuova Regina d'Inghilterra e, in seguito, passando in un corteo davanti ad una piccola folla, ella scampa in extremis ad un tentativo di omicidio. Papa Paolo III minaccia di scomunicare il Re e la Chiesa d'Inghilterra, se Enrico non ritorna dalla sua legittima moglie Caterina; Enrico, infischiandosene, straccia l'editto papale. Il Re è molto deluso quando Anna, incinta da tempo, dà alla luce una figlia femmina, Elisabetta, invece del tanto desiderato figlio maschio e futuro erede al trono, e, molto presto, riprende ad amoreggiare con altre donne a Corte, nonostante, a parole, rassicuri Anna che avranno ancora figli.

## Il giuramento
- Titolo originale: The Act of Succession
- Diretto da: Colm McCarthy
- Scritto da: Michael Hirst

### Trama
Le questioni di fede dominano ora la Corte Reale. Mentre la piccola principessa Elisabetta viene battezzata, Thomas Cromwell disvela l'Atto di Successione, dichiarando che solo i figli di Enrico ed Anna sono i legittimi successori al trono d'Inghilterra. Viene perciò approvata una legge a cui ogni soggetto reale deve prestare giuramento, pena la morte, riconoscendo la validità del nuovo matrimonio del Re e l'assoluta supremazia di Enrico VIII, sia in materia di fede religiosa che di potere spirituale e temporale. Charles Brandon presta il giuramento sul nuovo Atto di Successione, anche se con riluttanza, riavendo così il favore del Re; mentre il Vescovo John Fisher e Sir Tommaso Moro rifiutano e vengono subito arrestati ed imprigionati nella Torre di Londra. Caterina vive ora in totale solitudine e Lady Maria viene mandata a fare la domestica alla piccola principessa Elisabetta, la sua sorellastra. Anna scopre presto l'identità della nuova amante del Re, una serva, e chiede che suo fratello George, non facendosi notare, trovi il modo di bandirla dalla Corte Reale. Di nuovo incinta, Anna, su suggerimento di suo padre, approva tacitamente l'infedeltà del Re mentre ella è con la prole; sebbene la cosa andrà consentita solo con donne selezionate da lei e che, quindi, possano essere controllate facilmente.

## Fede indomita
- Titolo originale: His Majesty's Pleasure
- Diretto da: Ciaran Donnelly
- Scritto da: Michael Hirst

### Trama
I tentativi di legittimazione del matrimonio del Re incontrano molti ostacoli; mentre Tommaso Moro ed il Vescovo Fisher, interrogati in prigione, insistono sul fatto che solo Cristo può dirigere la Chiesa. Nel frattempo, lo sguardo di Enrico continua a vagare pensieroso. La regina Anna abortisce il nuovo figlio di cui era incinta e teme che il Re abbia perso il suo amore ed affetto verso di lei. Ella teme, inoltre, che Lady Maria e Caterina d'Aragona possano ancora metterla in difficoltà, poiché ritiene che Enrico potrebbe ancora designare Maria come erede al trono, con precedenza alla successione sulla sua amata figlia Elisabetta. I rapporti umani della regina Anna con sua sorella maggiore Maria Bolena si raffreddano notevolmente quando Anna viene a sapere che Maria, senza chiedere permesso né a lei né al padre, si è innamorata e, segretamente, ha sposato un comune cittadino, rimanendo incinta di lui; Anna bandisce i due innamorati dalla Corte Reale su pressione del padre Tommaso Bolena. Incarcerati nella Torre, John Fisher (che, nel frattempo, è stato nominato Cardinale dal Papa) e Tommaso Moro rischiano di venire condannati a morte e giustiziati, a meno che non prestino giuramento sull'Atto di Successione. In seguito, entrambi ancora rifiutano di sottomettersi all'autorità del Re, anche dopo che Moro ha ricevuto esplicite richieste di farlo da parte della sua famiglia, che rischia di venir gettata in mezzo ad una strada, venendo infine giudicati colpevoli di alto tradimento e, successivamente, decapitati. La salute di Caterina d'Aragona inizia a peggiorare visibilmente.

## Vendetta
- Titolo originale: The Definition of Love
- Diretto da: Ciaran Donnelly
- Scritto da: Michael Hirst

### Trama
Mentre la Riforma Anglicana sta procedendo, Sir Thomas Cromwell diventa sempre più potente ed influente, venendo messo a capo della propaganda del Re per diffondere la nuova religione, con l'utilizzo di un nuovo e rivoluzionario mezzo di comunicazione come la stampa e con rappresentazioni teatrali dissacranti il Cattolicesimo classico. Enrico è ossessionato dal ricordo di Tommaso Moro, giustiziato poco tempo prima, mentre crescono le insicurezze della regina Anna circa il suo futuro. Gli affari del marito Enrico VIII continuano e lo sforzo di far fidanzare sua figlia Elisabetta con un principe francese fallisce quando il Re francese rifiuta di riconoscere la legittimità della Principessa, soprattutto dopo lo scisma da Roma, visto che la Francia è una nazione cattolica; Le interferenze di Anna, sia con la politica interna che con quella estera del Regno d'Inghilterra, fa adirare il Re, poiché egli si aspettava che lei avesse un ruolo più sottomesso e meno invadente circa i suoi affari. Le fratture nel matrimonio tra Enrico VIII ed Anna Bolena iniziano ora ad apparire evidenti gli screzi diventano più frequenti. Charles Brandon, frattanto, prova rimorso per essere stato infedele a sua moglie e ne chiede il perdono, mentre riprende, al contempo, la sua amicizia con il Re.

## La morte di Caterina
- Titolo originale: Matters of State
- Diretto da: Dearbhla Walsh
- Scritto da: Michael Hirst

### Trama
Mentre le "riforme" di Cromwell richiedono l'instaurazione di una sorta di spietato regime del terrore contro tutte le istituzioni della Chiesa Cattolica in Inghilterra, Anna Bolena ha ricorrenti incubi in cui vede che la sua posizione è minacciata dall'ex-regina Caterina e da sua figlia Maria; dopo essersi risvegliata, Anna riflette sulla necessità di far uccidere le sue due rivali. La morte di Caterina, afflitta da una lunga malattia, rimuove gran parte della percepita illegittimità nella posizione di Anna a Corte e, seppur momentaneamente, un appassionato incontro sessuale con Enrico sembra guarire la spaccatura con suo marito. Le sue dispute con il suo ex-alleato Cromwell, tuttavia, allarmano suo padre e suo fratello, poiché Anna arriva anche a minacciarlo apertamente. Nel frattempo, re Enrico è addolorato dalla triste notizia della morte di Caterina e, in seguito, egli ha un incontro con una nuova e futura fiamma, Lady Jane Seymour. Anna, raggiante, annuncia a suo padre che è incinta di un altro figlio.

## Passaggio di consegne
- Titolo originale: Lady in Waiting
- Diretto da: Dearbhla Walsh
- Scritto da: Michael Hirst

### Trama
Su ordine di Enrico, Jane Seymour viene fatta diventare dama di compagnia della Regina d'Inghilterra, non senza un certo disagio da parte di Anna Bolena. L'imperatore Carlo V, attraverso l'Ambasciatore Chapuys, denota il suo interesse nel rinnovare le relazioni con l'Inghilterra. L'Imperatore, tuttavia, insiste nel legittimare Lady Maria come erede di Enrico; qualcosa a cui Cromwell sa che la regina Anna Bolena si opporrà. Enrico, durante la partecipazione ad un torneo di giostra medievale come lanciere a cavallo, rimane gravemente ferito alla gamba. Egli, con una certa preoccupazione, rivolge i suoi pensieri a chi potrebbe succedergli come erede al trono. Dopo essersi rimesso dall'infortunio, il Re chiama Jane nella sua stanza e la bacia appassionatamente; proprio in quel mentre, Anna entra nella stanza del Re e sorprende i due. La Regina scappa via disperata e, poco dopo, subisce un altro aborto spontaneo di un figlio maschio. Molto infuriato per un'altra gravidanza fallita, re Enrico dichiara a Cromwell che il suo matrimonio con Anna non è valido e si può considerare nullo, dato che egli ritiene di essere stato indotto a sposare la Bolena dopo essere stato "stregato" e sospetta anche che Anna abbia probabilmente avvelenato Caterina d'Aragona.

## Alto tradimento
- Titolo originale: The Act of Treason
- Diretto da: Jon Amiel
- Scritto da: Michael Hirst

### Trama
Anne ha perso il suo ultimo figlio maschio e, con esso, anche la sua ultima possibilità di un matrimonio duraturo e stabile con Enrico VIII. Gli affetti del Re si stanno spostando su altre persone: le stanze più lussuose a Corte, infatti, vengono assegnate alla famiglia dei Seymour ed essi sostituiscono i Bolena come favoriti del Re. Intanto, il comportamento di Anna diventa sempre più instabile, soprattutto quando viene esortata dalla sua famiglia ad impegnarsi per riguadagnare il favore del Re. Nel frattempo, diversi membri della Corte Reale, tra cui Charles Brandon, iniziano a prendere parte contro di lei, accusandola di adulterio e stregoneria. Improvvisamente, il clima a Corte si fa rovente ed iniziano gli arresti di alcuni sospetti amanti della Regina e, alla fine, anche la stessa Anna Bolena viene ritenuta colpevole di adulterio verso il Re ed è imprigionata. Cromwell, insieme ai suoi assistenti, tortura alcuni degli accusati per estorcere loro false confessioni, in modo da trasformarli in capri espiatori. Tutti gli accusati (tranne Thomas Wyatt), compresa la regina Anna Bolena, sono condannati a morte per decapitazione. Quattro dei presunti amanti di Anna, tra cui il suo fidato amico musicista Mark Smeaton e suo fratello George, vengono giustiziati, mentre Anna, afflitta dal dolore, attende il proprio destino nella sua cella.

## L'ora di Anna Bolena
- Titolo originale: Destiny and Fortune
- Diretto da: Jon Amiel
- Scritto da: Michael Hirst

### Trama
Mentre Anna attende la sua morte in prigione, Enrico visita Jane Seymour e le chiede di sposarla. Dichiarare nullo il matrimonio di re Enrico VIII con Anna significa che la loro figlia Elisabetta diventa una figlia illegittima del Re e quindi, non essendo più in linea di successione al trono d'Inghilterra, ciò apre la strada ad un eventuale erede legittimo, proveniente dal suo nuovo matrimonio con Jane Seymour. Lady Maria, felice alla notizia della caduta di Anna Bolena, spera di riconciliarsi presto con suo padre Enrico. Il Conte di Wiltshire, Tommaso Bolena, viene espulso dalla Corte del Re. L'arcivescovo Cranmer è ancora alleato di Anna ma, al punto in cui si è arrivati, non può più far nulla per lei, se non proteggere sua figlia e concederle l'ultima confessione religiosa, durante la quale ella sostiene di non essere mai stata infedele al Re e, nonostante sia comunque una peccatrice, di non aver mai commesso ciò di cui è accusata e che tutti i condannati erano anch'essi innocenti. Nonostante i ruoli attivi che hanno giocato nella caduta in disgrazia di Anna e dei Bolena, sia Charles Brandon che Cromwell mostrano un certo rimorso, sentendo che la morte è una punizione troppo dura. Il Re, però, ha preso la sua definitiva decisione ed Anna viene condannata ad essere giustiziata per decapitazione, andando incontro alla sua morte con dignità e, salendo sul patibolo, riesce anche a suscitare un po' di compassione negli spettatori. Nello stesso giorno, Enrico fa colazione ed attende con impazienza il suo terzo matrimonio, quasi indifferente alla morte della sua seconda moglie, la regina Anna Bolena.